# Polistes fordi
Polistes fordi är en getingart som beskrevs av Vecht 1971. Polistes fordi ingår i släktet pappersgetingar, och familjen getingar. Inga underarter finns listade i Catalogue of Life.